# 三菱重工業神戸造船所
三菱重工業神戸造船所（みつびしじゅうこうぎょうこうべぞうせんじょ）は、神戸港内にある三菱重工業の造船所。三菱重工業下関造船所と三菱重工業長崎造船所と共に三菱重工業の主力造船所・工場の1つ。正式名称は、三菱重工業株式会社神戸造船所。略称は神船（しんせん）。

## 概要

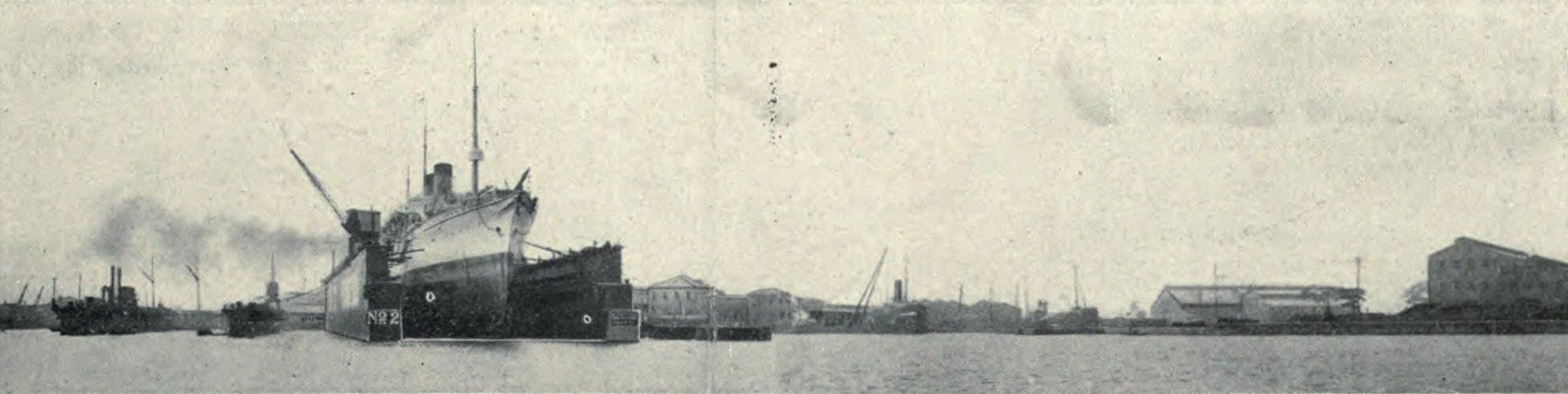
明治時代の三菱重工神戸造船所

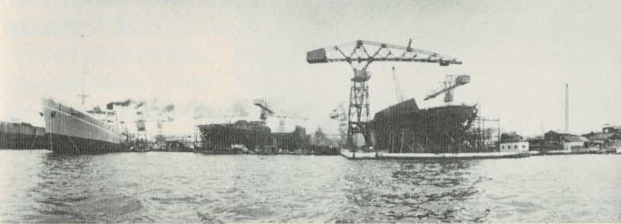
神戸造船所（1957年頃）

1905年（明治38年）7月20日に創業した。三菱重工の基幹造船所の1つ。コンテナ船、潜水艦、深海潜水調査船などの高付加価値船の建造を得意とする。兵庫県神戸市兵庫区にある本工場と、兵庫県明石市二見町にある二見工場、三菱神戸病院（神戸市兵庫区：230床）からなる。
戦後の過度経済力集中排除法による旧三菱重工業の分割で誕生した新三菱重工業（発足時は「中日本重工業」）はここを本社とした。1964年、神戸造船所から大型原動機部門が独立し、三菱重工高砂製作所となった。
また、三菱電機はここから分かれてできた会社である。そのため、同社の事業所が現在でも隣り合っている。
造船所には珍しく施設内に史跡があるのもこの造船所の特徴でもある。和田岬砲台（わだみさきほうだい）は神戸市兵庫区にある砲台跡。国指定の史跡で、和田岬の先端近く、三菱重工業敷地内に残る。勝海舟の設計で1863年着工、翌年（1864年）完成。実戦には使用せずに終わる。工場内にあるため、一般公開時以外は予約が必要。
1973年には、デミング賞事業所表彰を受賞。
なお、2012年6月で神戸造船所から商船建造撤退、長崎造船所と下関造船所に統合して、神戸造船所は潜水艦建造に特化させる再編計画が発表されている。

## データ
- 従業員 - 約4,430名
- 敷地面積は117ha（甲子園球場の約30倍）
- 生産品量
  - 本工場（神戸市兵庫区） - 原子力発電プラント、ディーゼル機関、建設機械、燃料電池、宇宙機器、半導体製造装置
  - 二見工場（明石市二見町） - 鋳造、原子力プラント
原子力・原動機関連の生産が大半を占め、年間の生産高は2,700億円である（平成17年の場合）。
- その他
  - 三菱神戸病院（神戸市兵庫区）

## 主な製品
- 船舶

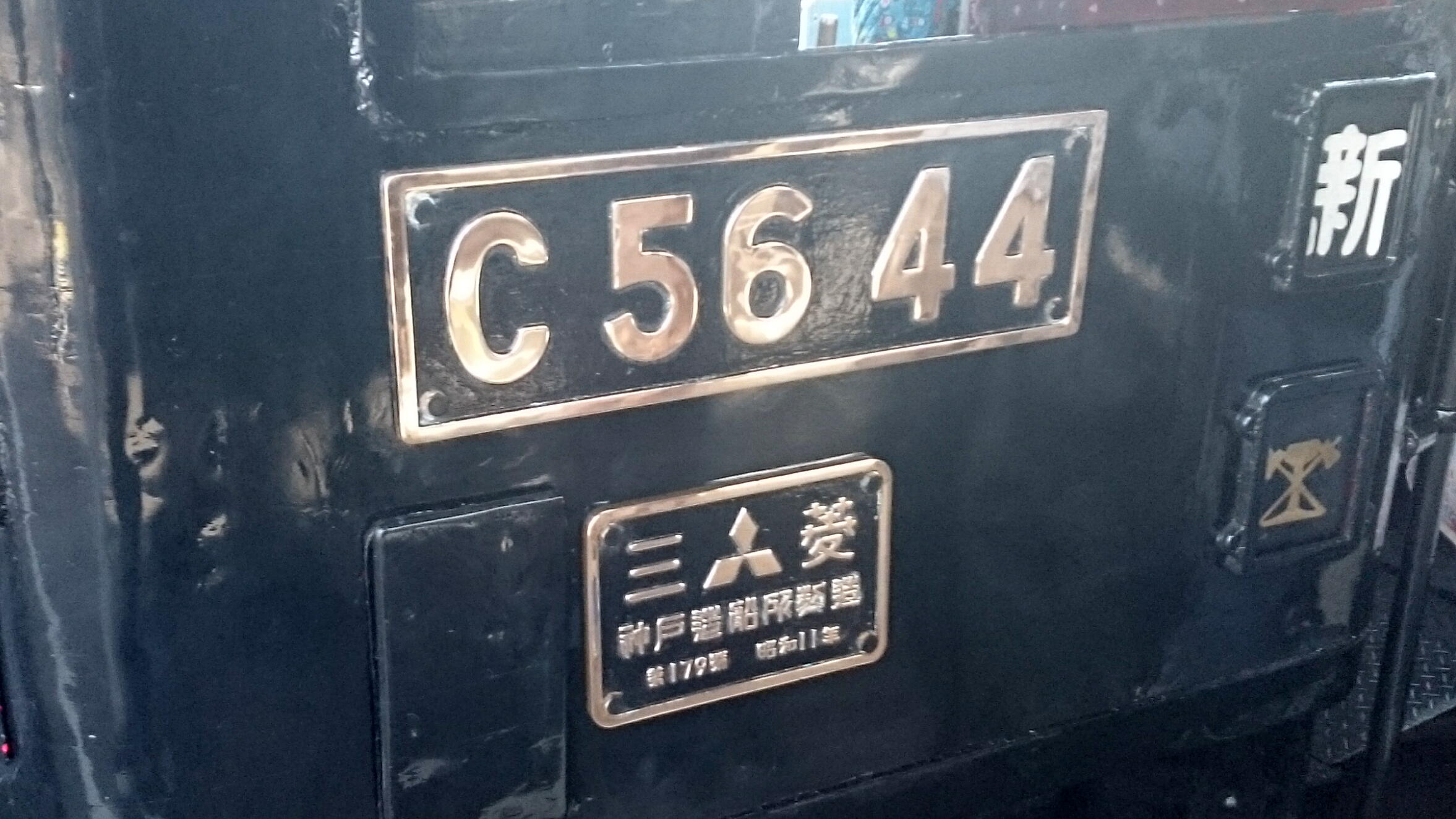
昭和11年に三菱重工業神戸造船所にて製造された国鉄C56形蒸気機関車44号機の製造プレート（2018年現在は大井川鐵道で運行されている）

  - くれない丸（現：ロイヤルウイング） - 1960年竣工（客船）
  - 箱根丸 - 1968年竣工（コンテナ船）
  - 新さくら丸 - 1972年竣工（巡航見本市船、クルーズ客船）
  - 春日丸 - 1976年竣工（コンテナ船）
  - ふじ丸 - 1989年竣工（クルーズ客船）
  - にっぽん丸 - 1990年竣工（クルーズ客船）
  - いしかり (フェリー・2代) - 1991年竣工（フェリー）
  - ルミナス神戸2 - 1994年竣工（レストラン船）
  - エヴァー・ウルトラ - 1996年竣工（コンテナ船）
  - 洞爺丸 - 1946年竣工（鉄道連絡船）
  - 大雪丸_(初代) - 1948年竣工（鉄道連絡船）
  - 羊蹄丸_(初代) - 1948年竣工（鉄道連絡船）
  - 八甲田丸 - 1964年竣工（鉄道連絡船）
  - 護衛艦 - ゆきかぜ、てるづき
  - エメラルドエース - 2012年竣工（自動車運搬船）本造船所で建造された最後の商船となった。
- 潜水艦
  - はやしお型潜水艦
    - SS-521「はやしお(初代)」（1番艦）

  - なつしお型潜水艦
    - SS-523「なつしお(初代)」（1番艦）

  - SS-561「おおしお」
  - あさしお型潜水艦
    - SS-563「はるしお(初代)」（2番艦）
    - SS-565「あらしお(初代)」（4番艦）

  - うずしお型潜水艦
  - ゆうしお型潜水艦
  - はるしお型潜水艦
  - おやしお型(2代目)潜水艦
  - そうりゅう型潜水艦
  - たいげい型潜水艦
- 遠隔操作無人探査機
  - S-10
  - OZZ-5

- 鉄構
- 建設機械

シールド式トンネル掘削機など。
- ディーゼル機関

1916年に日本で初めてディーゼル機関を製作。主に船舶用ディーゼル機関、発電プラント用ディーゼル機関を製作する。
- 原子力発電プラント

加圧水型原子力発電プラント（国内で唯一）
- 宇宙機器

国際宇宙ステーション日本実験モジュール、ロケットエンジン試験設備、ロケット発射設備、ロケットチャンバーなど
- 一般機器

コミュニケーションロボット、半導体製造装置、超電導リニアモーター、風洞装置、燃料電池、料金収受機械など。
- 開閉式屋根

シーガイア オーシャンドーム、福岡ドーム（開閉屋根駆動装置などの可動設備）
- 遊技機器

タワー・オブ・テラー

## 住所
- 本工場
  - 神戸市兵庫区和田崎町1-1-1（北緯34度39分12.3秒 東経135度10分54.2秒 / 北緯34.653417度 東経135.181722度）
- 二見工場
  - 明石市二見町南二見1（北緯34度41分39.6秒 東経134度52分2.1秒 / 北緯34.694333度 東経134.867250度）

## アクセス
- 本工場
  - JR西日本・神戸市営地下鉄 和田岬駅から徒歩3分
- 二見工場
  - 山陽電鉄 東二見駅から車で5分
  - JR西日本 土山駅から車で10分